# Neue Zeit (Kaliningrad)
Die „Neue Zeit“ war eine 1947 bis 1948 herausgegebene deutschsprachige Zeitung im sowjetisch besetzten Kaliningrad (Königsberg).
Im Frühjahr 1947 lebten im nördlichen Teil des früheren Ostpreußen, dem nunmehrigen Kaliningrader Gebiet, geschätzt noch immer 120.000 deutsche Bewohner. Über deren Zukunft gab es von Seiten der sowjetischen Verwaltung zu diesem Zeitpunkt noch keine abschließende Entscheidung. Zunächst setzte Mitte des Jahres 1947 eine Art „Tauwetter“ ein, bei diesem erstmals Überlegungen angestellt wurden, die verbliebenen Deutschen zu integrieren und sogar Bürger der UdSSR werden zu lassen.
Die örtlichen Verantwortlichen in Kaliningrad gestatteten es sogar, dass die Deutschen zunehmend in das neue Leben aktiver mit einbezogen werden. Um dieses Ziel zu erreichen, wurde ab dem 26. Juni 1947 erstmals eine deutschsprachige Zeitung unter dem Titel „Neue Zeit“ herausgegeben. Diese erschien zwei Mal wöchentlich mit einer Seitenzahl von zwei Seiten auf einem Blatt. Inhaltlich wurden im Wesentlichen Meldungen der allgemeinen sowjetischen Presse übernommen, jedoch in deutscher Sprache.
Die Zeitung hatte durchaus eine hohe Akzeptanz unter der deutschen Bevölkerung, nicht zuletzt wegen der Rubrik „Arbeitsangebote“. Für die Zeitung arbeiteten zu großen Teilen auch Deutsche: als technische Mitarbeiter, in der Redaktion sowie in der Druckerei.

## Einstellung
Unter strengster Geheimhaltung begann am 11. Oktober 1947, entgegen der ursprünglichen Pläne aus dem Frühjahr, auf Beschluss des Ministerrates der UdSSR die erste Stufe der Vertreibung der im Gebiet verbliebenen Deutschen. Die letzte große Stufe der Aussiedlung fand im Oktober 1948 statt. Dadurch verringerte sich mit jedem Monat die Anzahl der Leser der „Neuen Zeit“. Trotz der Aussiedlungen erschien die „Neue Zeit“ weiterhin. Die Zeitung konnte sogar noch für das gesamte Jahr 1948 im Abonnement bestellt werden: pro Quartal kostete der Bezug 5,40 Rubel, für ein halbes Jahr 10,80 Rubel.
Am 13. Oktober 1948 erschien die letzte Nummer der „Neuen Zeit“. Dabei handelte es sich um eine ganz normale Ausgabe, ohne jegliche Worte des Abschieds an die Leserschaft.